# Gertrud Ström
Gertrud Ström foi uma patinadora artística sueca que competiu em competições de duplas. Com Richard Johansson foi medalhista de bronze no Campeonato Mundial de 1909.

## Principais resultados

### Com Richard Johansson
| Campeonato Mundial | Medalha de bronze |